# Giorgio Errera
Giorgio Errera (Venezia, 26 ottobre 1860 – Torino, 1º dicembre 1933) è stato un chimico italiano.

## Biografia
Nato da una famiglia ebrea sefardita, si laureò in Chimica all'Università degli Studi di Torino. Fu professore per molti anni all'Università di Messina fino al 1908 quando, in occasione del tremendo sisma del 28 dicembre, rimase a lungo sotto le macerie e perse la moglie. Nel 1909 passò all'Università di Palermo, dove fu collega di Giovanni Gentile e Nicola Zingarelli ed ebbe fra gli allievi Domenico Marotta, futuro direttore dell'Istituto Superiore di Sanità. A Palermo rimase gravemente ferito per un'aggressione da parte di uno studente che non aveva superato un esame. Nel 1917 fu trasferito all'Università di Pavia.
Nel 1923 il Ministro dell'Educazione Giovanni Gentile lo nominò rettore dell'Università di Pavia per il triennio 1923-26; egli però rifiutò l'incarico perché "soverchiamente gravoso" (in una lettera ufficiale al Ministro Gentile) e perché "l'ambiente liberale nel quale sono nato e cresciuto fa sì che, per quanto riconosca i grandi meriti dell'attuale governo, non sia del tutto d'accordo né coi principi che lo informano, né coi metodi seguiti" (in una seconda lettera, contemporanea alla prima, al collega Gentile).
In altre parole, Giorgio Errera riteneva che le nuove leggi sull'istruzione universitaria configurassero il Rettore come un'emanazione diretta del Ministro; e considerava insostenibile la posizione in cui si sarebbe trovato quando si manifestasse un dissenso non su affari di ordinaria amministrazione ma su affari "che involgessero talune questioni di principio". Nel 1925 fu l'unico professore della Facoltà di Scienze di Pavia a sottoscrivere il Manifesto degli intellettuali antifascisti redatto da Benedetto Croce.
La sua carriera universitaria terminò bruscamente nel 1931 quando si rifiutò di prestare il giuramento di fedeltà al Fascismo. L'epurazione avvenne nella forma della collocazione a riposo (anzitempo) con la formula dell'avanzata età ed anzianità di servizio. La sua facoltà non mancò di adottare e verbalizzare una delibera di saluto al collega che lasciava l'insegnamento; ma il fascista Paolo Vinassa de Regny, rettore dell'Università di Pavia, trattenne il verbale di saluto e fece in modo che non venisse inviato ad Errera.
Le sue pubblicazioni scientifiche vertono principalmente su argomenti di chimica organica; particolarmente importanti quelle sulla chimica dei terpeni.
Il 2 dicembre 1997 l'Università di Pavia gli ha attribuito un sia pur tardivo riconoscimento dell'ingiustizia subìta dedicandogli una lapide nella quale viene definito "saldo negli ideali di libertà civile ed intellettuale”.
Fu membro dell'Accademia Peloritana dei Pericolanti.